# 格雷日
格雷日（法語：Grèges，法語發音：[ɡʁɛʒ]）是法国滨海塞纳省的一个市镇，属于迪耶普区。

## 地理
格雷日（49°55'22"N, 1°8'42"E）面积3.13 平方千米，位于法国诺曼底大区滨海塞纳省，该省份为法国北部沿海省份，其西部及北部濒大西洋英吉利海峡，东起顺时针与索姆省、瓦兹省、厄尔省和卡爾瓦多斯省接壤。
与格雷日接壤的市镇（或旧市镇、城区）包括：昂库尔、马丹埃格利斯、珀蒂科。

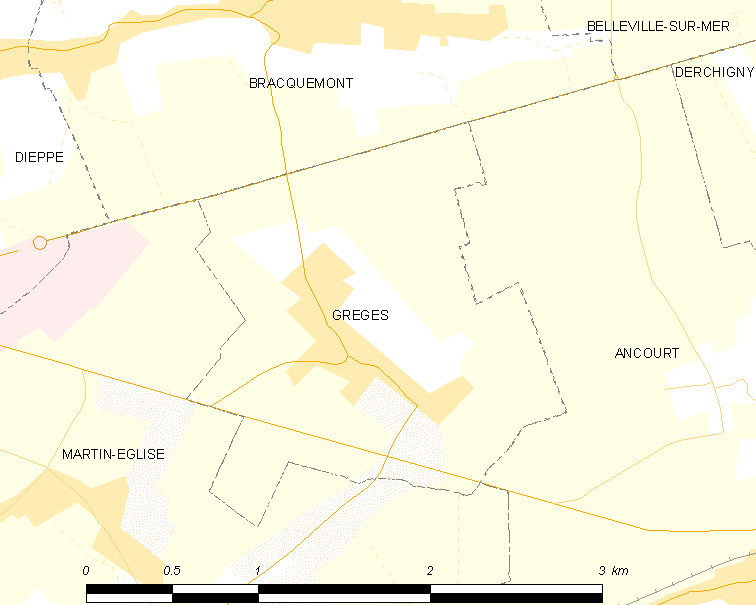
格雷日的OSM定位图

格雷日的时区为UTC+01:00、UTC+02:00（夏令时）。

## 行政
格雷日的邮政编码为76370，INSEE市镇编码为76324。

## 政治
格雷日所属的省级选区为迪耶普第二县。

## 人口

1962-2008年间格雷日人口变化图示

格雷日于2022年1月1日时的人口数量为840人。